# Turesis
Turesis là một chi bướm ngày thuộc họ Bướm nâu.